# Fuchsia ceracea
Fuchsia ceracea är en dunörtsväxtart som beskrevs av Paul Edward Berry. Fuchsia ceracea ingår i släktet fuchsior, och familjen dunörtsväxter. Inga underarter finns listade i Catalogue of Life.